# 盈寶奇嶽
盈寶奇嶽（日语：ウシュバテソーロ），是日本現役競賽馬匹。生涯活躍於泥地賽事，曾連霸東京大賞典及2023年川崎紀念和杜拜世界盃，退役時亦以合計26億131萬1100日圓的獎金成為總獎金最高的日本賽駒。

## 出賽前
2017年3月4日出生於北海道新日高町千代田牧場，成長途中於拍賣會上被馬主了德寺健二以2700萬日圓購入，馬主名義則以其經營的公司了德寺健二控股登錄。
其後交由美浦訓練中心練馬師高木登訓練。

## 競賽生涯

### 2歲
2019年8月25日出戰新潟競馬場2歲新馬戰，於其中獲得第五。
其後出戰兩場2歲未勝利戰，分別獲得第四及第五。

### 3歲
2020年年初連續於三場3歲未勝利戰獲得季軍後，於4月26日的3歲未勝利戰中終於以優秀的末腳速度超越所有對手，贏得生涯首勝。
其後於年間主要出戰捷馬戰，然而未能繼續勝出任何賽事。

### 4歲
2021年頭兩戰分別獲得亞軍及季軍後，於4歲以上一捷馬戰表現出色，贏得第二場勝利。
其後繼續於捷馬戰中打拼，並於11月再度勝出。

### 5歲
2022年春季接連出戰三場三捷馬級別的賽事，但表現未如理想下所有賽事均未能進入三甲之內。
有鑒於以上的表現，陣營決定安排其轉戰泥地戰線，以尋求進一步的突破，並於4月30日出戰三捷馬戰橫濱錦標。比賽開始後，其保持於隊伍最後方等待時機，進入直路後一舉衝出爆發出全場最快末腳，最終成功將前方對手蠶食殆盡下以4馬位的差距獲勝。
短暫放草後於9月出戰公開賽日本電台賞，再度採用後上戰術下於第四彎道由約莫第十的位置開始加速，可惜最終仍然未能超越Ashaka Tobu及William Barows以第三完賽。
其後接連出戰巴西盃及老人星錦標，於兩場賽事中均於第四彎道開始加速，最終跑出全場最快末腳下成功超越前方所有對手，以絕佳的狀態達成連勝。
12月29日出戰一級賽東京大賞典，賽前僅次於帝王賞冠軍名將飛燕取得第二人氣。比賽開始後，盈寶奇嶽保持一貫留後的風格，處於約莫第九、十的位置保持緩慢的節奏。通過第四彎道時候，其逐步抽出外檔位置望空，於進入直路後迅速進入狀態加速，最終超越先頭部隊中的Notturno及旭日希冀，亦成功壓制名將飛燕，以1 3/4馬位優勢取得首個一級賽冠軍。

### 6歲
2023年首戰爲地方一級賽川崎紀念，比賽途中選擇於中團位置逐步推進，於比賽途中維持一貫穩定的節奏。通過第四彎道時，其開始逐步加速並於進入直路後經已來到前方，繼續加速下成功佔先，最終亦可抵擋後方宏觀角度的追擊，以1/2馬位優勢達成一級賽連勝。
其後接受阿聯酋方面的邀請出戰杜拜世界盃，由於主戰騎師橫山和生於該週末需要分別策騎領銜和愛勁力出戰日經賞和高松宮紀念，因而由川田將雅執繮。比賽開始後，面對前方同爲日本馬的本初之海的領放，其以自身節奏保持於後方位置，直至第四彎道仍然未有任何大動作。通過彎道進入直路後，其突然於外檔位置加速衝出，不斷蠶食前方賽駒之下於最後關頭超越阿爾及爾奪得領先，最終亦保持優秀直至終點線前，獲得第三個一級賽冠軍。
夏季休養過後於9月27日出戰日本電視盃作爲遠征美國育馬者盃經典大賽的熱身，本次比賽其採用與別不同的先行戰術下保持於第三、四左右的位置，並於第四彎道時候經已來到前方。進入直路後，其繼續保持勢頭進行衝刺，最終輕鬆拋離對手之下以2 1/2馬位完勝。
11月按照計劃出戰美國育馬者盃大賽，然而比賽初段因出閘不順以落於後方，縱然其後於直路上不斷加速亦未能跑出衝勁，最終僅跑獲第五的戰績。
回國後其以連霸東京大賞典作爲目標，於賽前獲得第一人氣。比賽開始後，前方由同主馬盈寶威神帶出，而其處於後方的位置等待時機。進入直路後，處於前方的馬匹仍然佔有較大優秀，但此時盈寶奇嶽成功進入全速狀態並於外檔位置逐步爬升，最終於最後關頭超越領先的盈寶威神及盡得真傳，以1/2馬位優勢成爲史上第五匹連霸此賽事的賽駒。

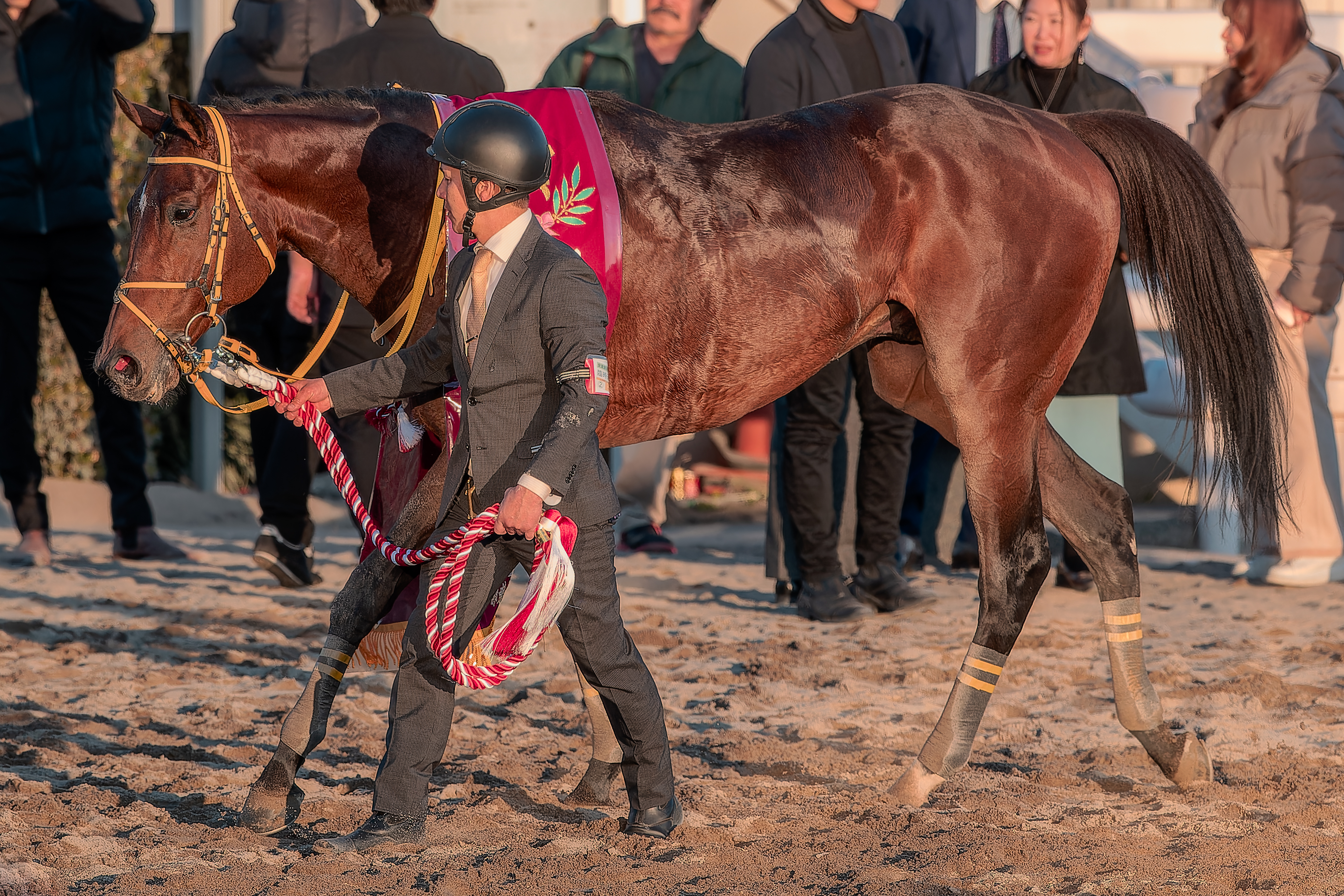
東京大賞典頒獎儀式

年末，雖然於評選中以40票之差不敵制霸春秋泥地賽的清爽口味，但亦因三勝一級賽的優秀戰績獲頒特別賞。

### 7歲
2024年首戰選擇遠征，目標為沙特阿拉伯的一級賽沙特盃。比賽開始後，其面對前方由沙特桂冠做出的快步速下選擇後上，一直保持於幾乎最後方的位置，直至通過彎道時才逐步發力。進入直路後，其於外檔位置逐步加速並跑出優秀的末腳速度，於最後關頭一度取得領先，可惜其後於終點線前被大外檔勢頭更凌厲的探查男兒超越，最終以鼻位憾負。
其後前往阿聯酋出戰杜拜世界盃挑戰連霸，於比賽初段因稍為漏閘保持於後方位置追走，在進入彎道時候仍然留再末段位置。通過彎道時候，其抽出外檔逐步加速，並於直路上表現出凌厲的衝勢，但仍然未能對前方放頭的月桂河造成任何威脅，最終被對手拋離下以第二完賽。
回國休養後以日本電視盃作為熱身，比賽初段維持於中後方位置下穩步追走，直至進入展露前才逐步發力。進入直路後，其隨即以不俗的速度加速衝出，但最終仍然未能超越前方慢放特利的William Barows，以1馬位差距落敗。
11月再度遠征美國出戰育馬者盃經典大賽，本次比賽繼續採用後上戰術，維持於近乎最後方的位置推進。進入直路後，其於外檔位置開始衝刺，但最終未能扭轉局勢下以第十落敗。
回國後以東京大賞典作為目標並挑戰三連霸，同時由於主戰騎師川田選擇策騎同主馬兼廄侶盈寶威神，因而改由菅原明良策騎。比賽開始後，其採用一貫留後的方式展開賽事，但於通過第三、四彎道時開始加速。進入直路後，其於外檔位置徐徐以上嘗試挑戰前領賽駒，但最終仍然未能超越青春永駐、盈寶威神及Ramjet，以第四的戰績完賽。

### 8歲
2025年繼續遠征沙特阿拉伯的沙特盃，本次比賽在出閘後直接墮後，一直維持在隊伍最後方的位置，在彎道時才稍為抽出外檔上前取位。進入直路後，其繼續在外檔位置加速衝刺，雖然逐步迫近前方的對手並超越內欄的同主馬盈寶威神，但仍然被前方纏鬥的青春永駐及浪漫勇士拋離，以第三的戰績完賽。
其後以阿聯酋的杜拜世界盃作為目標及退役戰，比賽初段繼續選擇留後戰術，於直路上一直在外檔位置展開衝刺，最終不斷加速下跑獲第六的戰績。
返回日本後前往檢疫，其後於5月7日按照計劃正式退役。

### 詳細賽績
| 日期       | 舉辦國家   | 馬場     | 距離   | 級別  | 賽事名稱         | 負重 | 騎師     | 馬號 | 出馬 | 名次 | 時間     | 頭馬（二馬）      |
| ---------- | ---------- | -------- | ------ | ----- | ---------------- | ---- | -------- | ---- | ---- | ---- | -------- | ----------------- |
| 25/8/2019  | 日本       | 新潟     | 草1800 |       | 2歲新馬          | 54   | 大野拓彌 | 12   | 12   | 5    | 1:50.6   | Liguge            |
| 16/9/2019  | 日本       | 中山     | 草2000 |       | 2歲未勝利        | 54   | 大野拓彌 | 10   | 10   | 4    | 2:03.4   | 金鴿子            |
| 14/12/2019 | 日本       | 中山     | 草2000 |       | 2歲未勝利        | 55   | 江田照男 | 17   | 17   | 5    | 2:01.5   | Xenoverse         |
| 6/1/2020   | 日本       | 中山     | 草2000 |       | 3歲未勝利        | 56   | 江田照男 | 16   | 16   | 3    | 2:02.5   | Flowering Night   |
| 25/1/2020  | 日本       | 中山     | 草2200 |       | 3歲未勝利        | 56   | 江田照男 | 15   | 15   | 3    | 2:17.4   | Kambala           |
| 8/2/2020   | 日本       | 東京     | 草2400 |       | 3歲未勝利        | 56   | 江田照男 | 14   | 14   | 3    | 2:27.8   | Eternal Bond      |
| 26/4/2020  | 日本       | 東京     | 草2400 |       | 3歲未勝利        | 56   | 江田照男 | 8    | 8    | 1    | 2:28.5   | （Edono Felice）  |
| 9/5/2020   | 日本       | 東京     | 草2000 | L     | 主席錦標         | 56   | 江田照男 | 11   | 11   | 4    | 2:00.5   | 迎刃而上          |
| 30/5/2020  | 日本       | 東京     | 草2400 |       | 3歲一捷馬        | 56   | 江田照男 | 9    | 9    | 4    | 2:24.8   | 深受期待          |
| 15/8/2020  | 日本       | 札幌     | 草2600 |       | 3歲以上一捷馬    | 54   | 大野拓彌 | 8    | 8    | 5    | 2:43.8   | Hishi Elegance    |
| 29/8/2020  | 日本       | 札幌     | 草2600 |       | 留壽都特別       | 54   | 大野拓彌 | 10   | 10   | 9    | 2:44.9   | 滿謝意            |
| 20/9/2020  | 日本       | 中山     | 草2500 |       | 3歲以上一捷馬    | 54   | 江田照男 | 14   | 14   | 9    | 2:37.3   | 天使灣            |
| 21/3/2021  | 日本       | 中山     | 草2000 |       | 4歲以上一捷馬    | 56   | 木幡育也 | 16   | 16   | 2    | 2:04.6   | 說愛談情          |
| 17/4/2021  | 日本       | 中山     | 草2200 |       | 4歲以上一捷馬    | 56   | 木幡育也 | 15   | 15   | 3    | 2:14.6   | 前所未有          |
| 8/5/2021   | 日本       | 新潟     | 草2200 |       | 4歲以上一捷馬    | 57   | 鮫島克駿 | 11   | 11   | 1    | 2:15.8   | （贏在起跑）      |
| 3/10/2021  | 日本       | 中山     | 草1800 |       | 茨城新聞盃       | 55   | 戶崎圭太 | 12   | 12   | 6    | 1:47.6   | 變奏              |
| 16/10/2021 | 日本       | 東京     | 草2400 |       | 3歲以上兩捷馬    | 57   | 戶崎圭太 | 8    | 8    | 4    | 2:29.0   | 金飛羽            |
| 7/11/2021  | 日本       | 福島     | 草2600 |       | 三陸特別         | 55   | 黛弘人   | 16   | 16   | 1    | 2:40.9   | （狼嚎震天）      |
| 25/12/2021 | 日本       | 中山     | 草2500 |       | 感激錦標         | 54   | 黛弘人   | 10   | 10   | 4    | 2:34.3   | 金極速            |
| 10/1/2022  | 日本       | 中山     | 草2200 |       | 迎春錦標         | 57   | 戶崎圭太 | 15   | 15   | 5    | 2:15.1   | Smile             |
| 5/2/2022   | 日本       | 東京     | 草2400 |       | 早春錦標         | 54   | 江田照男 | 14   | 14   | 11   | 2:26.8   | 心動回憶          |
| 3/4/2022   | 日本       | 中山     | 草2000 |       | 美浦錦標         | 57   | 横山和生 | 9    | 9    | 6    | 2:02.3   | 永在園            |
| 30/4/2022  | 日本       | 東京     | 泥2100 |       | 橫濱錦標         | 57   | 横山和生 | 14   | 14   | 1    | 2:08.1   | （尼羅長流）      |
| 18/9/2022  | 日本       | 中山     | 泥1800 | OP    | 日本電台賞       | 56   | 木幡巧也 | 16   | 16   | 3    | 1:50.7   | Ashaka Tobu       |
| 23/10/2022 | 日本       | 東京     | 泥2100 | L     | 巴西盃           | 55   | 木幡巧也 | 15   | 15   | 1    | 2:10.0   | （Vaisravana）    |
| 27/11/2022 | 日本       | 阪神     | 泥2000 | OP    | 老人星錦標       | 56.5 | 横山和生 | 16   | 16   | 1    | 2:03.7   | （History Maker） |
| 29/12/2022 | 日本       | 大井     | 泥2000 | GI    | 東京大賞典       | 57   | 横山和生 | 14   | 14   | 1    | 2:05.0   | （Notturno）      |
| 1/2/2023   | 日本       | 川崎     | 泥2100 | JpnI  | 川崎紀念         | 57   | 横山和生 | 10   | 10   | 1    | 2:16.0   | （宏觀角度）      |
| 25/3/2023  | 阿聯酋     | 美丹     | 泥2000 | GI    | 杜拜世界盃       | 57   | 川田將雅 | 15   | 15   | 1    | 2:03.25  | （阿爾及爾）      |
| 27/9/2023  | 日本       | 船橋     | 泥1800 | JpnII | 日本電視盃       | 58   | 川田將雅 | 11   | 11   | 1    | 1:51.7   | （春滿世）        |
| 4/11/2023  | 美國       | 聖雅尼塔 | 泥2000 | GI    | 育馬者盃經典大賽 | 57   | 川田將雅 | 12   | 12   | 5    | 2:03.50  | 小村白馬          |
| 29/12/2023 | 日本       | 大井     | 泥2000 | GI    | 東京大賞典       | 57   | 川田將雅 | 9    | 9    | 1    | 2:07.3   | （盈寶威神）      |
| 24/2/2024  | 沙特阿拉伯 | 安都拉茲 | 泥1800 | GI    | 沙特盃           | 57   | 川田將雅 | 13   | 14   | 2    | 1:49.51  | 探查男兒          |
| 30/3/2024  | 阿聯酋     | 美丹     | 泥2000 | GI    | 杜拜世界盃       | 57   | 川田將雅 | 11   | 12   | 2    | 2:03.86  | 月桂河            |
| 25/9/2024  | 日本       | 船橋     | 泥1800 | JpnII | 日本電視盃       | 58   | 川田將雅 | 4    | 13   | 2    | 1:53.0   | William Barows    |
| 3/11/2024  | 美國       | 德爾馬   | 泥2000 | GI    | 育馬者盃經典大賽 | 57   | 川田將雅 | 7    | 13   | 10   | 記錄缺失 | 寶礦獅山          |
| 29/12/2024 | 日本       | 大井     | 泥2000 | GI    | 東京大賞典       | 57   | 菅原明良 | 10   | 10   | 4    | 2:05.9   | 青春永駐          |
| 22/2/2025  | 沙特阿拉伯 | 安都拉茲 | 泥1800 | GI    | 沙特盃           | 57   | 菅原明良 | 10   | 10   | 3    | 記錄缺失 | 青春永駐          |
| 5/4/2025   | 阿聯酋     | 美丹     | 泥2000 | GI    | 杜拜世界盃       | 57   | 菅原明良 | 9    | 11   | 5    | 記錄缺失 | 大熱劇目          |

## 退役後
退役後，盈寶奇嶽成爲了配種馬，在北海道新日高町Arrow Stud休養，於2026年進行配種。第一批子嗣將於於2027年出生。第一批子嗣可於2029年出賽，

## 血統簡介
父系黃金巨匠爲日本賽駒，生涯戰績彪炳，爲日本賽馬史上第七匹三冠馬，曾贏得六項一級賽並做出連續兩年於凱旋門大賽跑獲亞軍的佳績。祖父黃金旅程亦爲日本賽駒，生涯戰績不俗，曾勝出香港瓶，退役後配種成績亦非常優秀。
母系Millefeui Attach爲日本賽駒，生涯僅勝出條件戰級別的賽事。外祖父夏威夷王亦爲日本賽駒，生涯戰績極爲優秀，僅得一戰未能獲勝，曾勝出一級賽NHK一哩賽及東京優駿（日本打吡），爲日本史上首匹贏得變則二冠的賽駒。

### 血統表
| 父線：週日寧靜系（Halo系）               |                               |                |                 |
| 種馬 黃金巨匠 2008年（栗色）             | 黃金旅程 1994年（深棗色）     | 週日寧靜       | Halo            |
| 種馬 黃金巨匠 2008年（栗色）             | 黃金旅程 1994年（深棗色）     | 週日寧靜       | Wishing Well    |
| 種馬 黃金巨匠 2008年（栗色）             | 黃金旅程 1994年（深棗色）     | Golden Sash    | Dictus          |
| 種馬 黃金巨匠 2008年（栗色）             | 黃金旅程 1994年（深棗色）     | Golden Sash    | Dyna Sash       |
| 種馬 黃金巨匠 2008年（栗色）             | Oriental Art 1997年（栗色）   | 目白麥昆       | Mejiro Titan    |
| 種馬 黃金巨匠 2008年（栗色）             | Oriental Art 1997年（栗色）   | 目白麥昆       | Mejiro Aurora   |
| 種馬 黃金巨匠 2008年（栗色）             | Oriental Art 1997年（栗色）   | Electro Art    | 北方風味        |
| 種馬 黃金巨匠 2008年（栗色）             | Oriental Art 1997年（栗色）   | Electro Art    | Grandma Stevens |
| 繁殖雌馬 Millefeui Attach 2006年（棗色） | 夏威夷王 2001年（棗色）       | 金滿寶         | 淘金者          |
| 繁殖雌馬 Millefeui Attach 2006年（棗色） | 夏威夷王 2001年（棗色）       | 金滿寶         | Miesque         |
| 繁殖雌馬 Millefeui Attach 2006年（棗色） | 夏威夷王 2001年（棗色）       | Manfath        | 最後大官        |
| 繁殖雌馬 Millefeui Attach 2006年（棗色） | 夏威夷王 2001年（棗色）       | Manfath        | Pilot Bird      |
| 繁殖雌馬 Millefeui Attach 2006年（棗色） | Sixiems Sens 1992年（深棗色） | Sepitieme Ciel | 西雅圖迴旋      |
| 繁殖雌馬 Millefeui Attach 2006年（棗色） | Sixiems Sens 1992年（深棗色） | Sepitieme Ciel | Maximova        |
| 繁殖雌馬 Millefeui Attach 2006年（棗色） | Sixiems Sens 1992年（深棗色） | Samalex        | Ela-mana-mou    |
| 繁殖雌馬 Millefeui Attach 2006年（棗色） | Sixiems Sens 1992年（深棗色） | Samalex        | Pampas Miss     |
| 雌系：Bayou系（號族：9-f）               |                               |                |                 |
| 五代內近親交配：北方風味 5×4             |                               |                |                 |

## 命名由來
名字中，Ushba（ウシュバ）出自高加索山脈中的烏什巴山，Tesoro（テソーロ）則是馬主了德寺健二的冠名，於意大利語中有「寶物」之意思，香港則結合兩部分，翻譯为「盈寶奇嶽」。

## 外部連結
- 盈寶奇嶽 netkeiba.com （页面存档备份，存于）
- 血統表 （页面存档备份，存于）